# 사피 (몰타)

사피의 위치

사피(몰타어: Safi)는 몰타 남동부에 위치한 도시로 면적은 2.3km2, 인구는 1,979명(2005년 11월 기준), 인구 밀도는 860명/km2이다.

시기
시 문장

## 같이 보기
- 사피